# 배슬기 (축구 선수)
배슬기(1985년 6월 9일 ~ )는 대한민국의 전직 축구 선수다. 현역 시절 포지션은 센터백이었다.

## 클럽 경력
광양제철중학교와 광양제철고등학교를 졸업하고 건국대학교에 입학한 배슬기는 2009 K리그 드래프트에 지원했으나 어느 팀에도 지명되지 못하고, 내셔널리그의 인천 코레일에 입단하였다. 2008년에는 9경기, 2009년에는 22경기에 출장하며 인천 코레일의 수비를 책임졌다.
2010년에는 당시 R리그에 속해 있던 경찰 축구단에 입단하여 활약하였다.
전역 후 2012 K리그 드래프트에 참여하였는데, 1985년생의 배슬기는 그 해 최고령 지원자 3명 중 하나였다. 결국 4순위로 포항 스틸러스에 지명되어 포항 유니폼을 입게 되었다. 비록 2012 시즌에는 한 경기에도 출장하지 못했지만, 2013년 4월 13일 경남 FC와의 원정경기에 선발 출장하며 리그에 데뷔하였고, 2013 시즌 총 세 경기에 출전하였다. 2014 시즌에는 출전 횟수를 조금씩 늘려갔으며, 5월 3일 열린 성남 FC와의 경기에서는 데뷔골을 기록하기도 하였다. 2015 시즌에는 주전으로 자리잡으며, 같은 포지션의 팀 동료 김광석, 김원일보다 많은 경기에 나섰다.
2019시즌 종료 후 현역에서 은퇴했다.

## 클럽 통계
2018년 12월 31일 기준
| 클럽          | 시즌 | 리그 | 리그 | FA컵 | FA컵 | 대륙 대회 | 대륙 대회 | 통산 | 통산 |
| 클럽          | 시즌 | 출장 | 득점 | 출장 | 득점 | 출장      | 득점      | 출장 | 득점 |
| ------------- | ---- | ---- | ---- | ---- | ---- | --------- | --------- | ---- | ---- |
| 포항 스틸러스 | 2012 | 0    | 0    | 0    | 0    | 0         | 0         | 0    | 0    |
| 포항 스틸러스 | 2013 | 3    | 0    | 0    | 0    | 0         | 0         | 3    | 0    |
| 포항 스틸러스 | 2014 | 14   | 1    | 0    | 0    | 4         | 0         | 18   | 1    |
| 포항 스틸러스 | 2015 | 27   | 0    | 2    | 0    | -         | -         | 29   | 0    |
| 포항 스틸러스 | 2016 | 26   | 1    | 1    | 0    | 3         | 0         | 30   | 1    |
| 포항 스틸러스 | 2017 | 36   | 2    | 0    | 0    | -         | -         | 36   | 2    |
| 포항 스틸러스 | 2018 | 17   | 0    | 0    | 0    | -         | -         | 17   | 0    |
| 포항 스틸러스 | 2019 | 12   | 1    | 0    | 0    | -         | -         | 12   | 1    |
| 통산          | 통산 | 135  | 5    | 3    | 0    | 7         | 0         | 145  | 5    |

## 은퇴 이후
2020시즌부터 포항 스틸러스의 유소년 스카우터로 활동하게 되었다.

## 수상

### 클럽
- K리그
  - K리그 클래식 2013 우승
- FA컵
  - FA컵 2012 우승
  - FA컵 2013 우승